# 白崎海洋公園

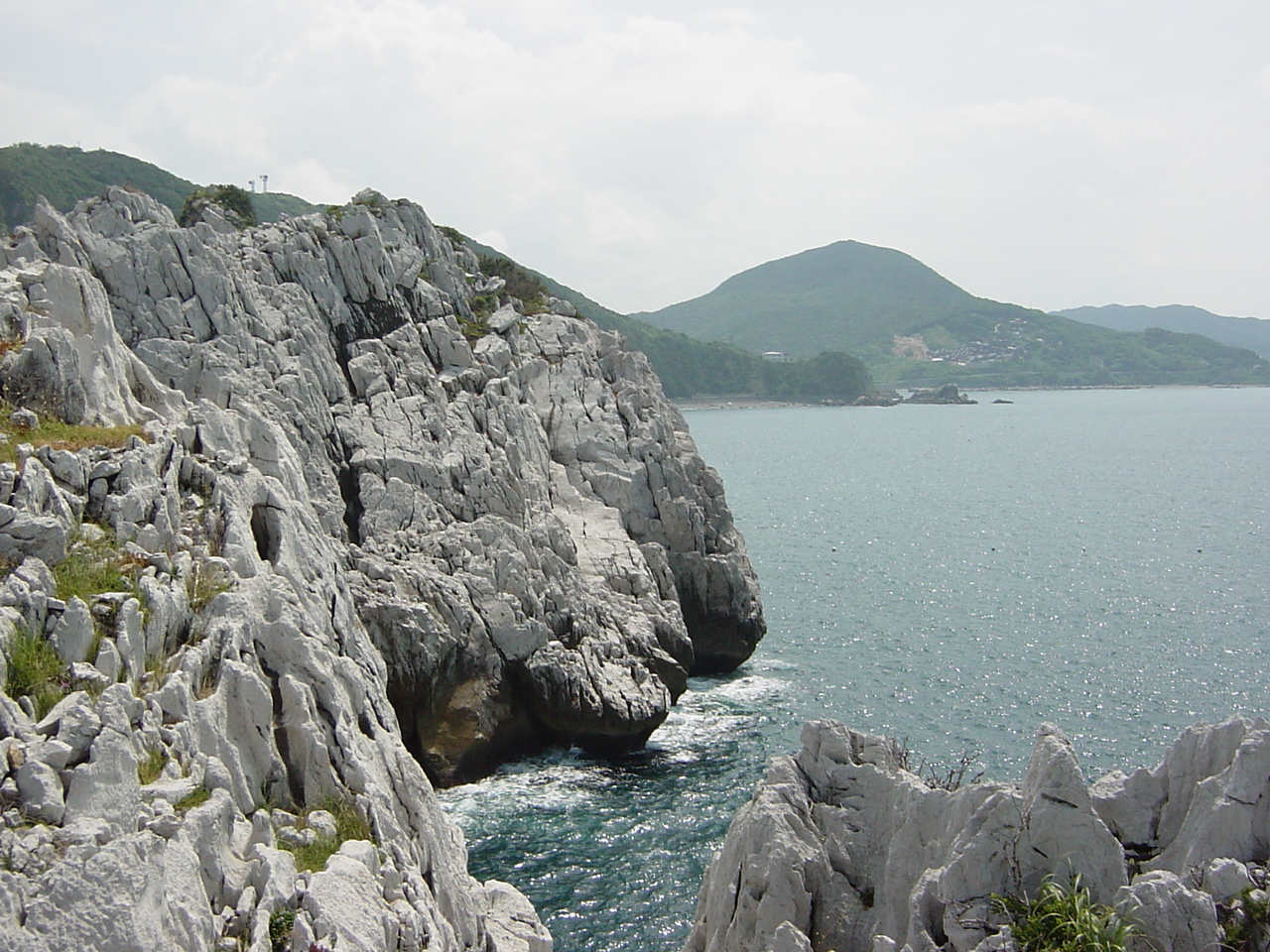
白崎海岸の石灰岩

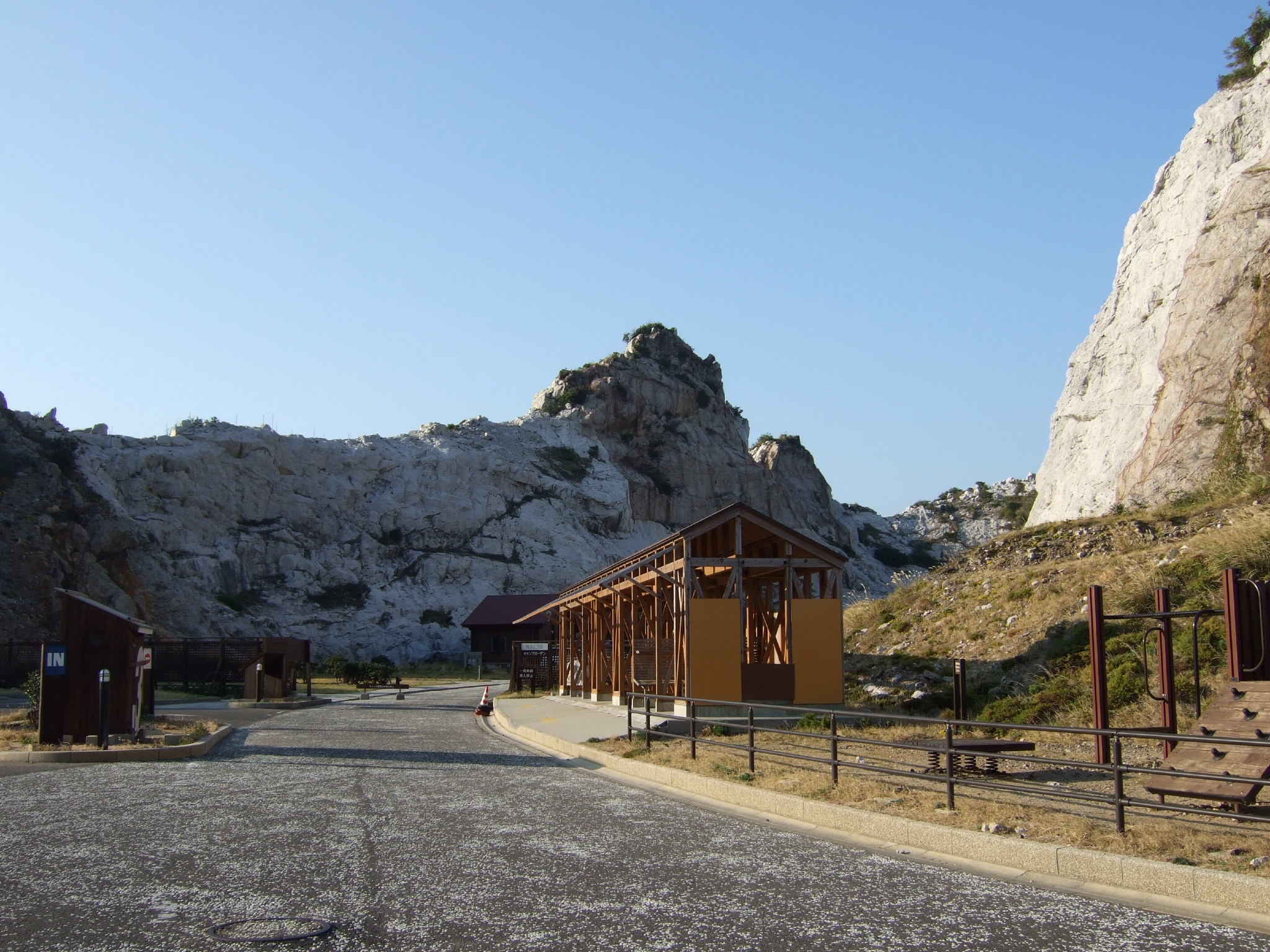
オートキャンプ場

白崎海洋公園（しらさきかいようこうえん）は、和歌山県日高郡由良町大引にある海辺の公園である。2009年8月に道の駅白崎海洋公園として道の駅に登録された。

## 概要
公園は日本の渚百選に選定された白崎海岸（白崎海岸県立自然公園）にあり、ダイビングスポットが多数ある。また、オートキャンプ場・貝の展示館・レストラン・ダイビングプールを併設している。
公園全体が白い石灰岩で囲まれていて、青い海と氷山のような白い岩のコントラストが美しく、周囲は豊かな自然に囲まれている。毎年3月から7月頃にはウミネコの大群が公園全体に飛来する。水仙の群生地である。入園・駐車場無料（一部施設使用時有料）。また近海を漁船で遊覧できる（要予約）。
石灰岩は古生代ペルム紀のもので、採石場跡地ではフズリナやウミユリの化石を確認できる。また、公園内に位置する海驢島（あしかじま）には明治時代までニホンアシカが生息していた
2009年4月読売新聞社主催の平成百景に周辺の白崎海岸が選定された。
2018年4月より指定管理者制度が導入され、東京都の「マレア・クリエイト」が5年契約で管理者となったが、同年9月の台風21号により施設が大きく被害を受けたため全面閉鎖。10月に入り管理者が契約を4年半残しながらも撤退する意向を表明し、町も修繕費が多額に及ぶことから全面復旧を断念することを明らかにした。町では比較的被害の少なかったパークセンター等の一部施設に限って2019年度の復旧を目指すとし、2019年4月20日より道の駅を含む一部施設の営業を再開した。

## 道の駅白崎海洋公園
- 駐車場
  - 普通車：188台
  - 大型車：3台
  - 身障者用駐車場：4台
- トイレ
  - 男：20
  - 女：13
  - 身障者用：4
- 公衆電話：1
- 白崎観光プラットフォーム：9:00 - 17:00（無休）
  - 産品販売所 ※営業休止中
  - 観光案内所

## アクセス
- 湯浅御坊道路広川ICより国道42号経由、紀伊由良駅近くの交差点「里」を右折（駐車料無料）
- JRきのくに線紀伊由良駅より中紀バス白崎方面行き、白崎西下車後徒歩1.5 km

※ダイビング利用者は駅前より送迎あり（要予約）

## 周辺施設
- 重山
- 戸津井鍾乳洞
- 由良海つり公園
- 興国寺
- 熊野古道

## その他
- 白良浜